# Afternoon (Album)
Afternoon ist ein Jazzalbum des Trios BassDrumBone von Gerry Hemingway, Mark Helias und Ray Anderson. Die im Juli 2023 entstandenen Aufnahmen erschienen am 24. Juni 2024 auf Auricle Records.

## Hintergrund
Das Trio des Bassisten Mark Helias, Schlagzeugers Gerry Hemingway und Posaunisten Ray Anderson, alle zu dieser Zeit am Anfang ihrer Karriere, kam erstmals im November 1978 zu Aufnahmen in einem Studio in New Haven zusammen (Oahspe). Zunächst waren die Veröffentlichungen, erschienen auf Hemingways Auricle-Label, unter den Namen der Teilnehmer aufgeführt. Wie schon Cooked to Perfection (entstanden 1987–97) und The Long Road von 2013–16 wird auch Afternoon unter der Gruppenbezeichnung „BassDrumBone“ veröffentlicht. Das Album Afternoon  – aufgenommen vermutlich in einer einzigen Session im Juli 2023 – besteht aus drei Improvisationen, „Afternoon Begins“, „Afternoon Continues“ und „Afternoon Ends“, unterbrochen durch neue Kompositionen jedes Mitglieds.

## Titelliste
- BassDrumBone: Afternoon (Auricle Records AUR-24)[1]

1. Afternoon Begins 5:47
2. Ain’t Nuttin Butta (Gerry Hemingway) 4:00
3. Shone Eyes (Mark Helias) 5:06
4. Afternoon Continues 11:52
5. Bright Wabash (Ray Anderson) 5:25
6. Afternoon Ends 12:02

Wenn nicht anders vermerkt, stammen die Kompositionen von Mark Helias, Gerry Hemingway und Ray Anderson.

## Rezeption

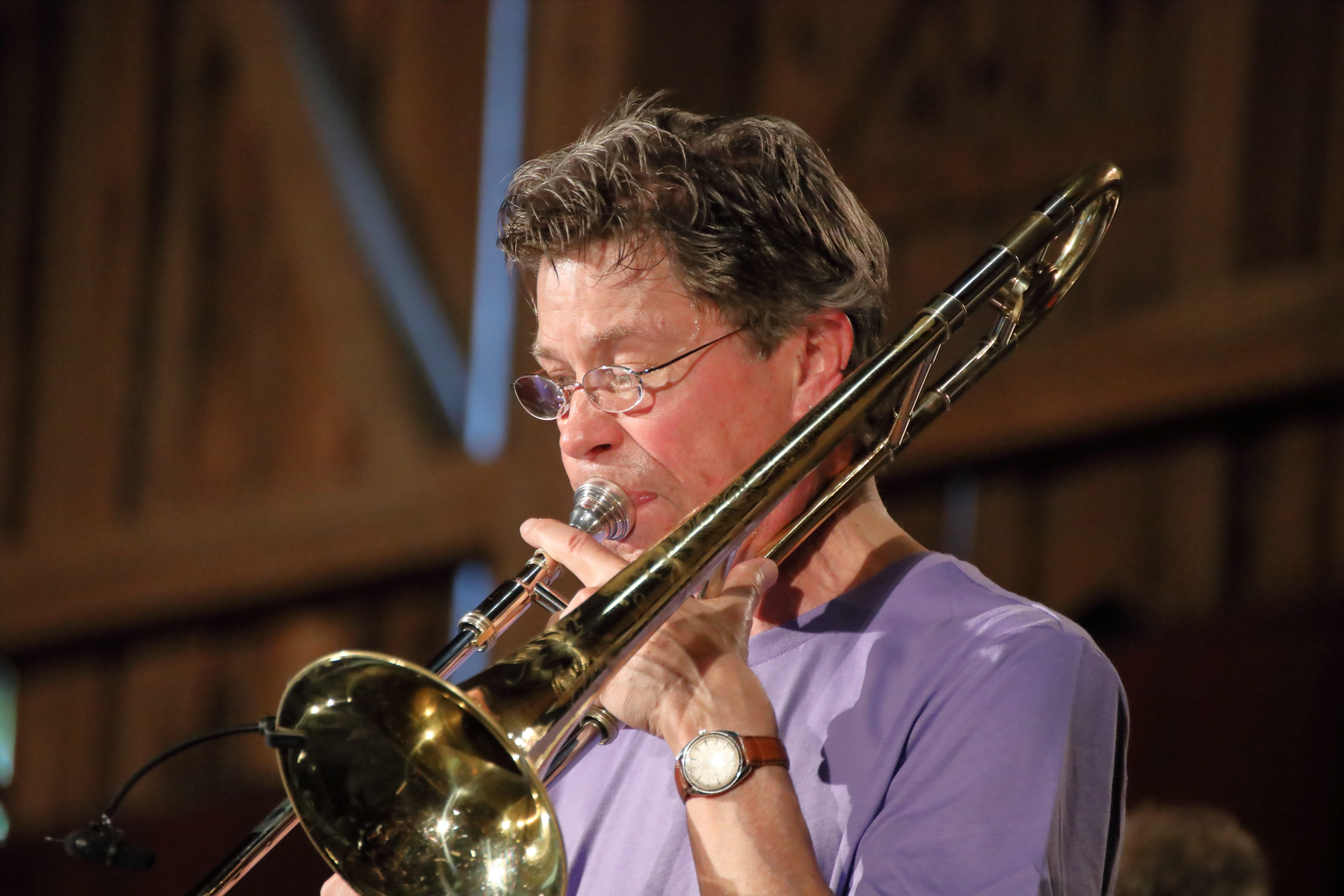
Ray:Anderson (2019)

Nach Ansicht von Andrey Henkin, der das Album in Squid's Ear rezensierte, ist die persönliche und musikalische Zuneigung dieser drei zueinander offensichtlich, als sie von ihren verschiedenen anderen Projekten und Jobs zurückkehren, um ein jahrzehntelanges Austausch fortzusetzen. Die improvisierten Stücke seien fließend und deklamatorisch, wobei das erste mit dem Tempo spielt, das zweite atmosphärisch und stimmungsvoll erscheint, das dritte wiederum strukturell und abstrakt. Diese würden einen schönen/absichtlichen Kontrast zu den Kompositionen bilden, sei es Hemingways verführerisches „Ain’t Nuttin Butta“, Helias’ klares „Shone Eyes“ oder Andersons schrill-martialisches „Bright Wabash“.